# Éclaron-Braucourt-Sainte-Livière
Éclaron-Braucourt-Sainte-Livière is een gemeente in het Franse departement Haute-Marne in de regio Grand Est en maakt deel uit van het arrondissement Saint-Dizier. De gemeente telde 2.011 inwoners op 1 januari 2022.

## Geschiedenis
De gemeente is ontstaan door een fusie van de gemeenten Braucourt en Éclaron per prefectoraal decreet van 26 december 1972 en uitgebreid met de gemeente Sainte-Livière per prefectoraal decreet van 26 december 1974. De drie genoemde gemeenten kregen de status van commune associée.
De gemeente maakte deel uit van het kanton Saint-Dizier-Ouest totdat op 22 maart 2015 de kantons van van Saint-Dizier werden opgeheven en de gemeenten werden opgenomen in het op die dag gevormde kanton Saint-Dizier-1.

## Geografie
De oppervlakte van Éclaron-Braucourt-Sainte-Livière bedraagt 54,24 vierkante kilometer; Op 1 januari 2022 was de bevolkingsdichtheid 37,1 inwoners per km².
De Blaise stroomt door de gemeente. Ook het Canal de la Blaise loopt door de gemeente.

## Demografie
Onderstaande figuur toont het verloop van het inwonertal.

## Afbeeldingen

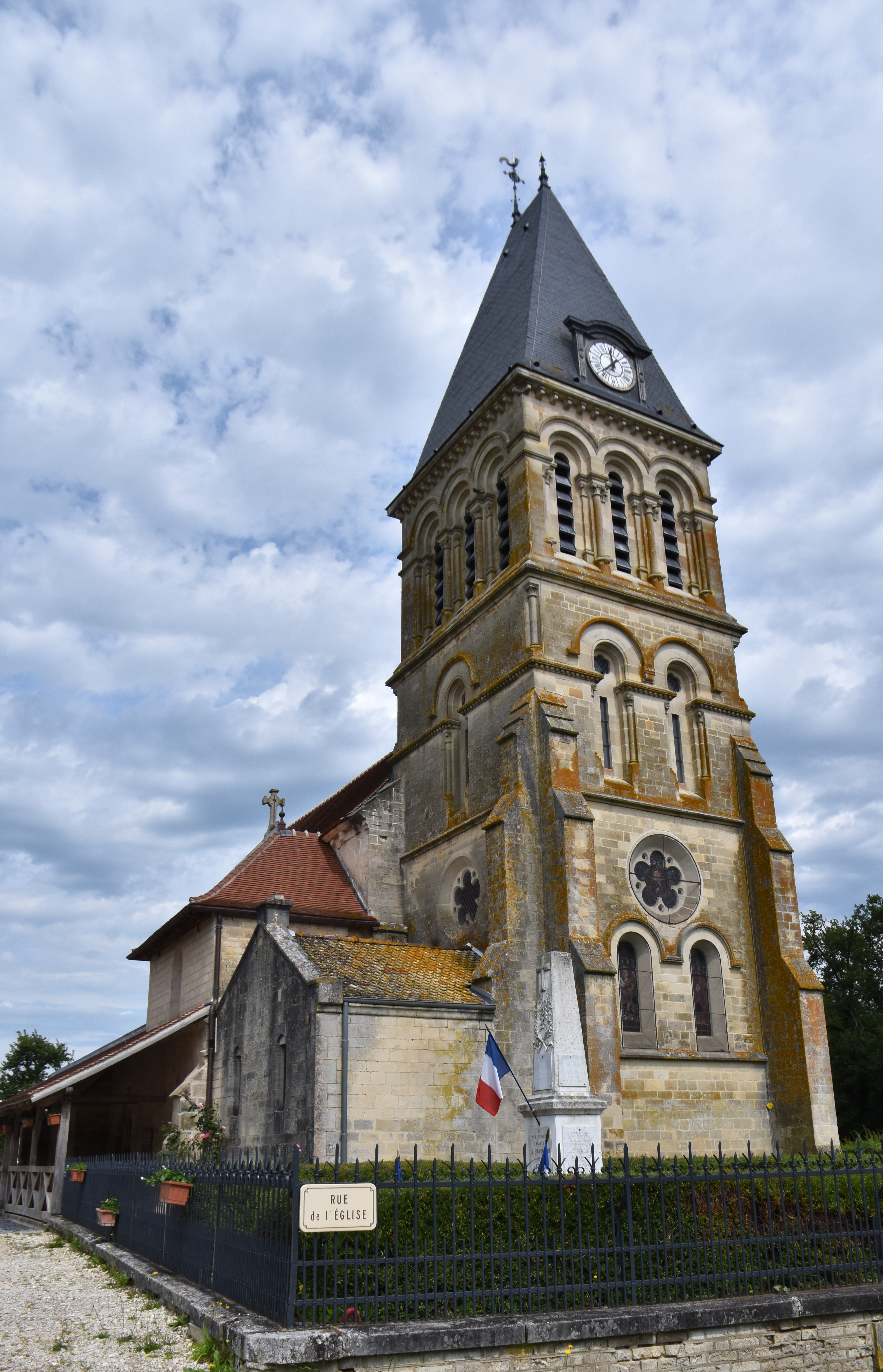
De kerk van Braucourt
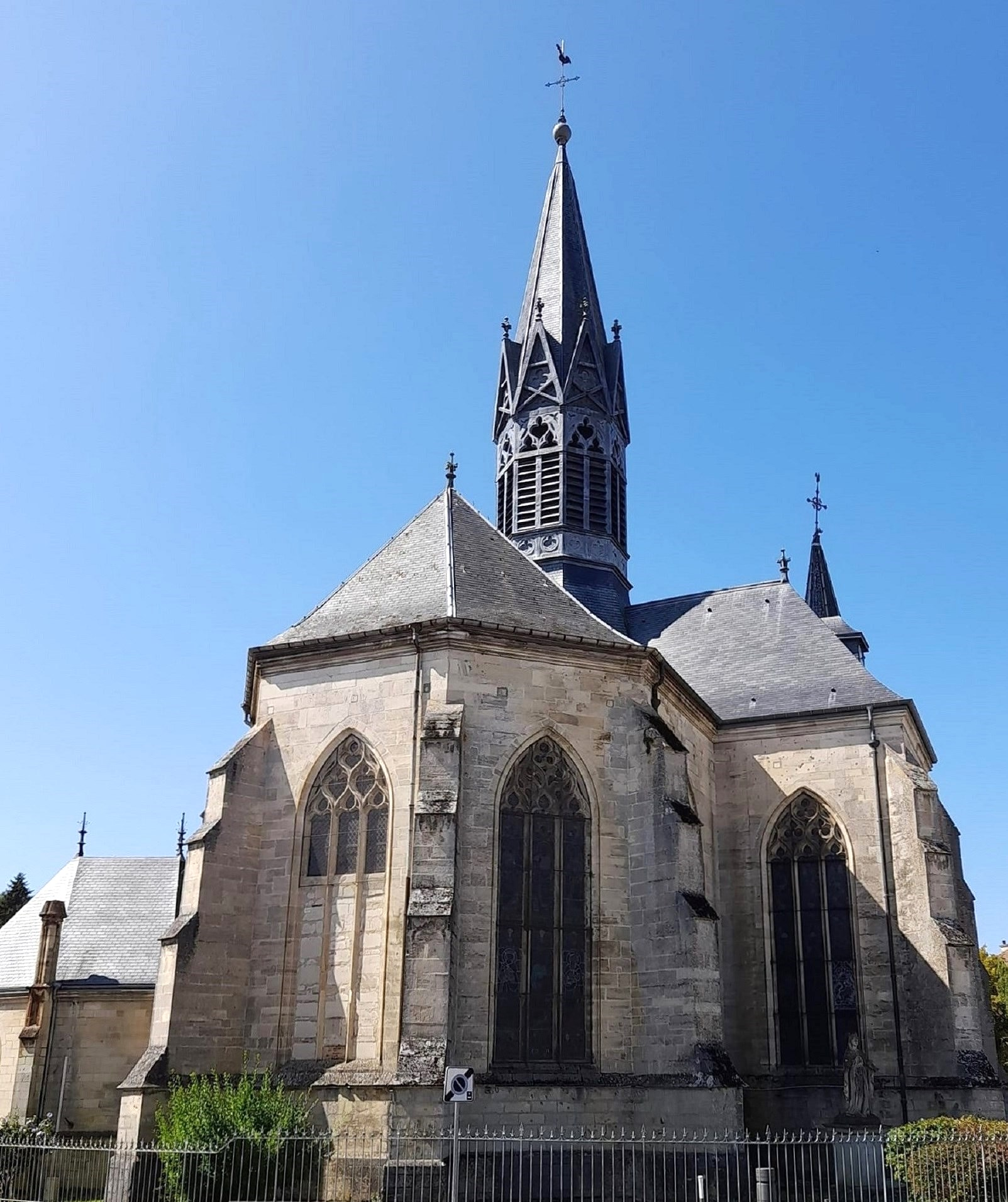
De kerk van Éclaron
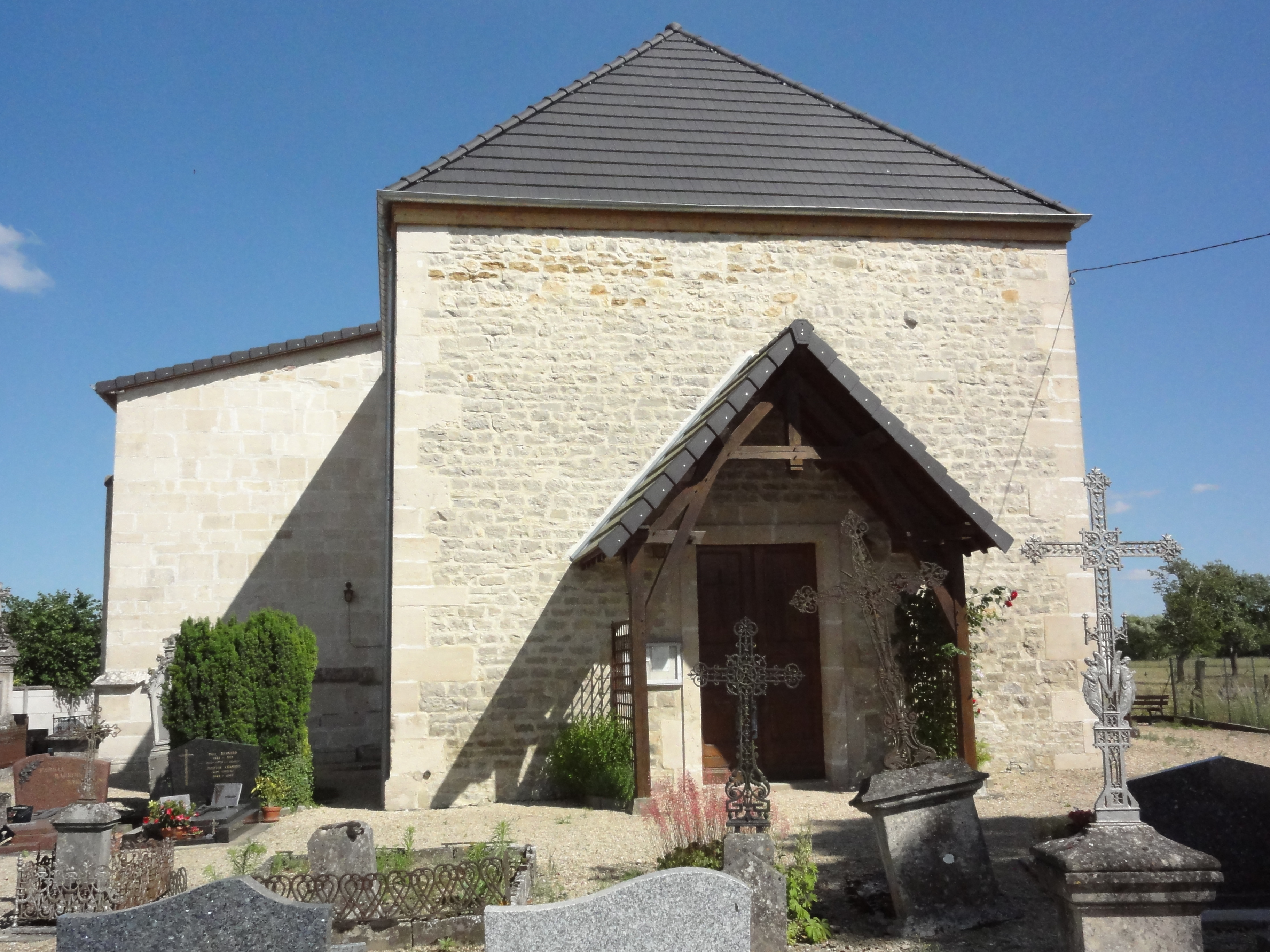
De kerk van Sainte-Livière

Allichamps · Éclaron-Braucourt-Sainte-Livière · Hallignicourt · Humbécourt · Laneuville-au-Pont · Louvemont · Moëslains · Perthes ·Saint-Dizier (deels) · Valcourt · Villiers-en-Lieu